# NGC 3485
NGC 3485 ist eine Balkenspiralgalaxie mit aktivem Galaxienkern vom Hubble-Typ SB(r)b: im Sternbild Löwe an der Ekliptik, die schätzungsweise 60 Millionen Lichtjahre von der Milchstraße entfernt ist. 
Das Objekt wurde am 8. April 1784 von dem Astronomen William Herschel mithilfe seines 18,7 Zoll-Teleskops entdeckt.